# El pastor en la roca

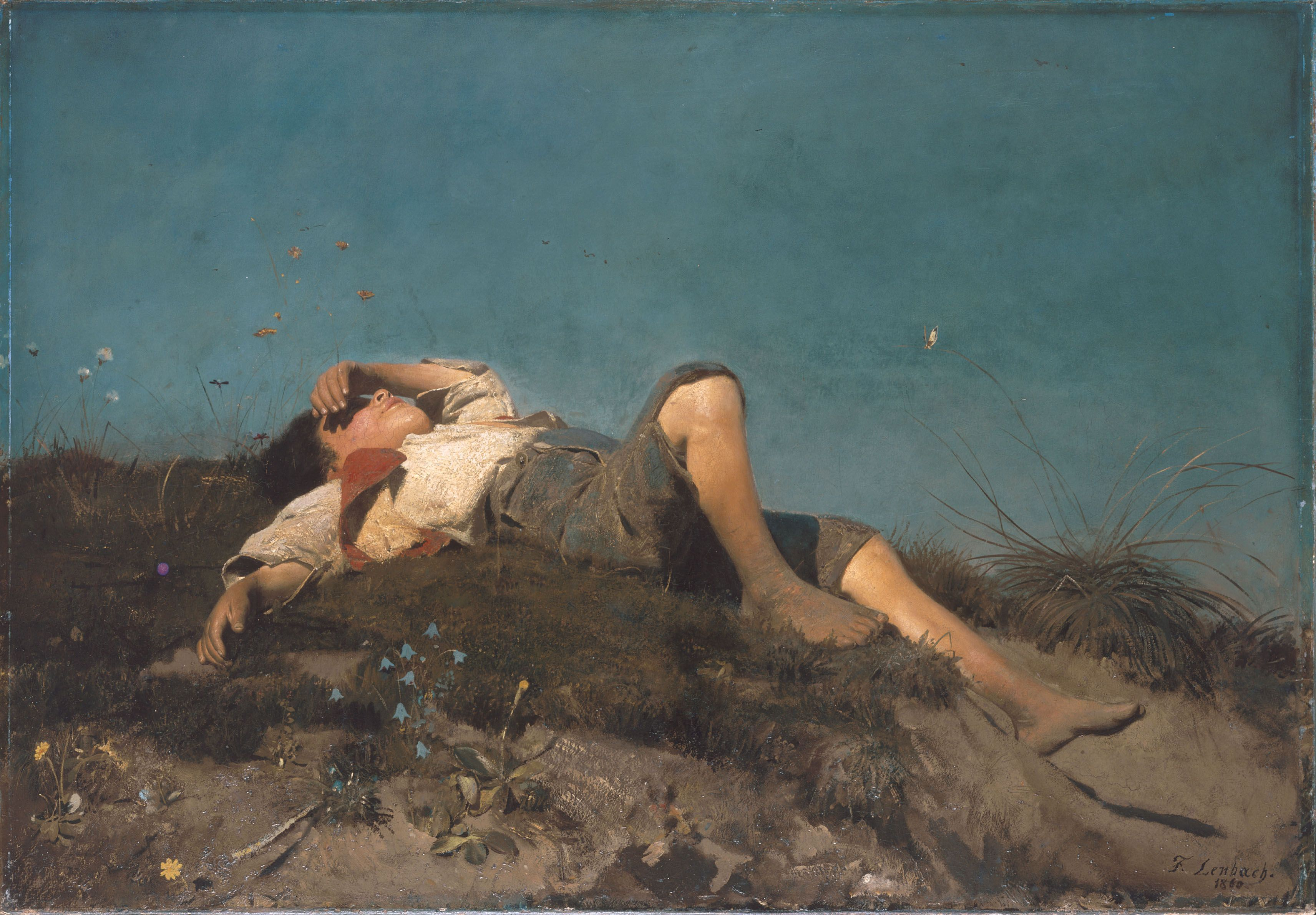
El pastorcito de Franz von Lenbach (1860), Neue Pinakothek, Múnich.

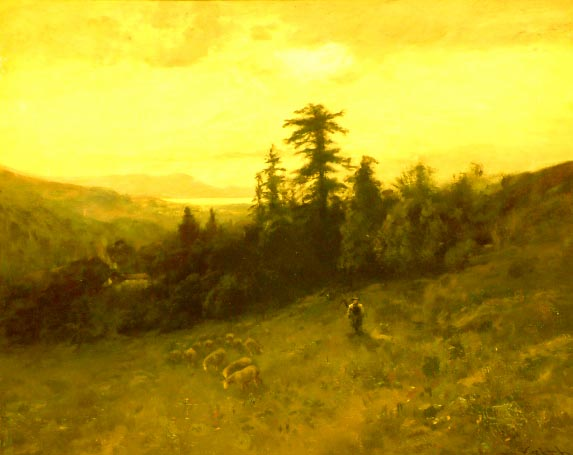
El pastor, pintura de William Keith.

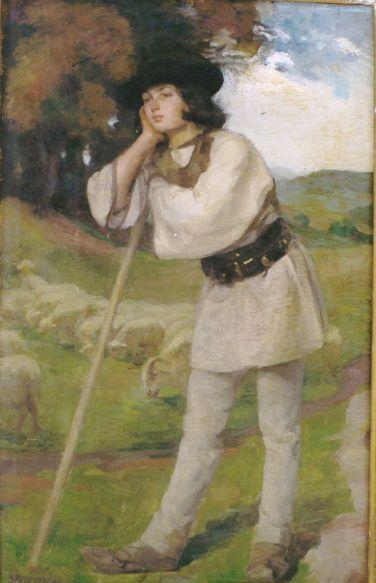

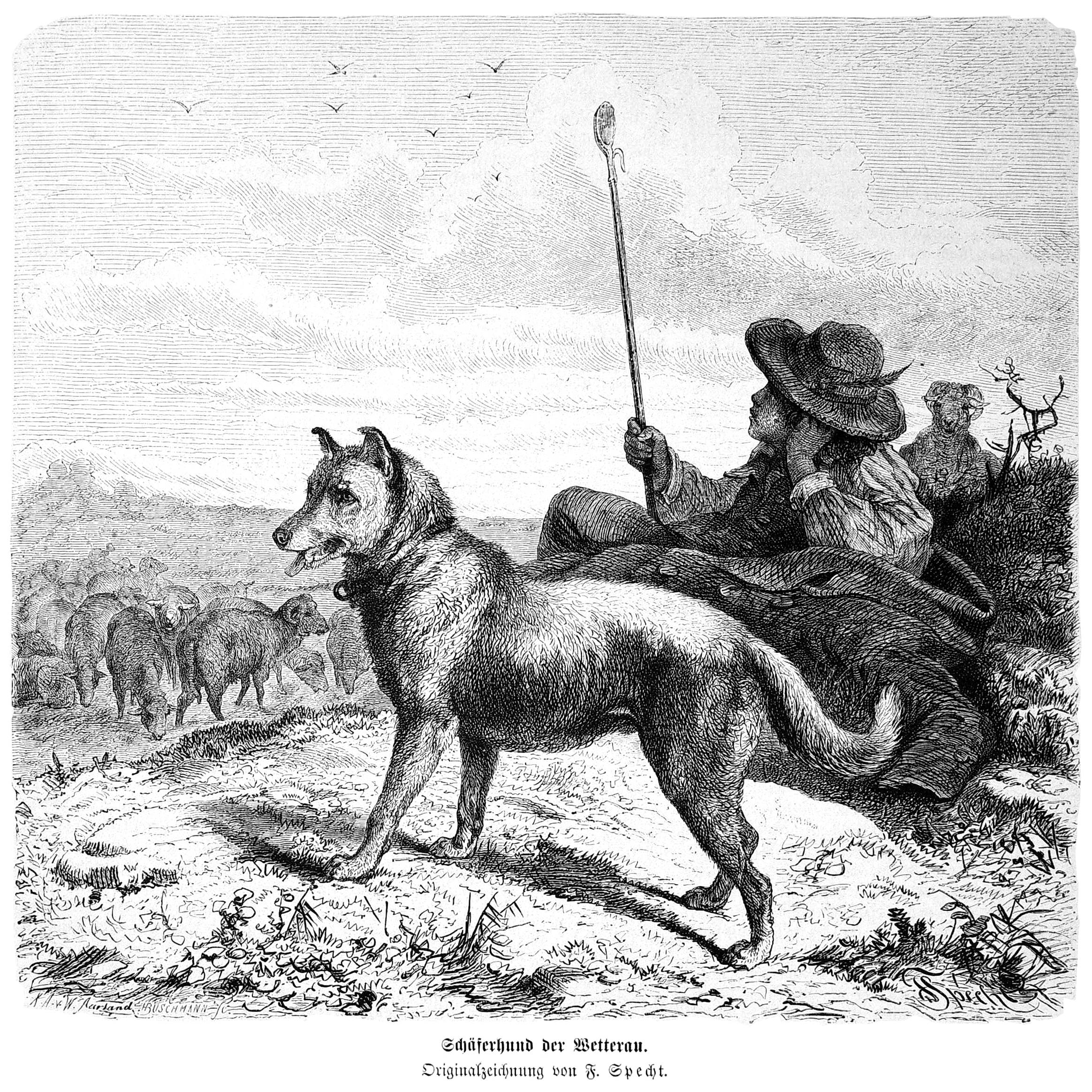
Die Gartenlaube (1872).

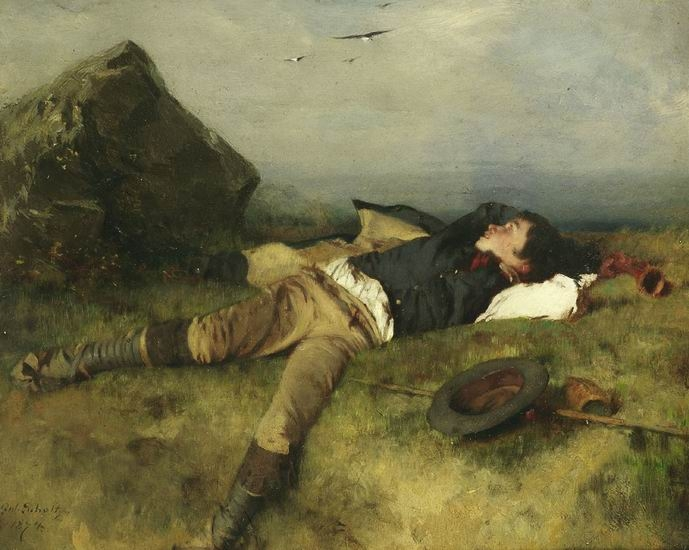
Ruhender Knabe de Julius Scholtz (1874).

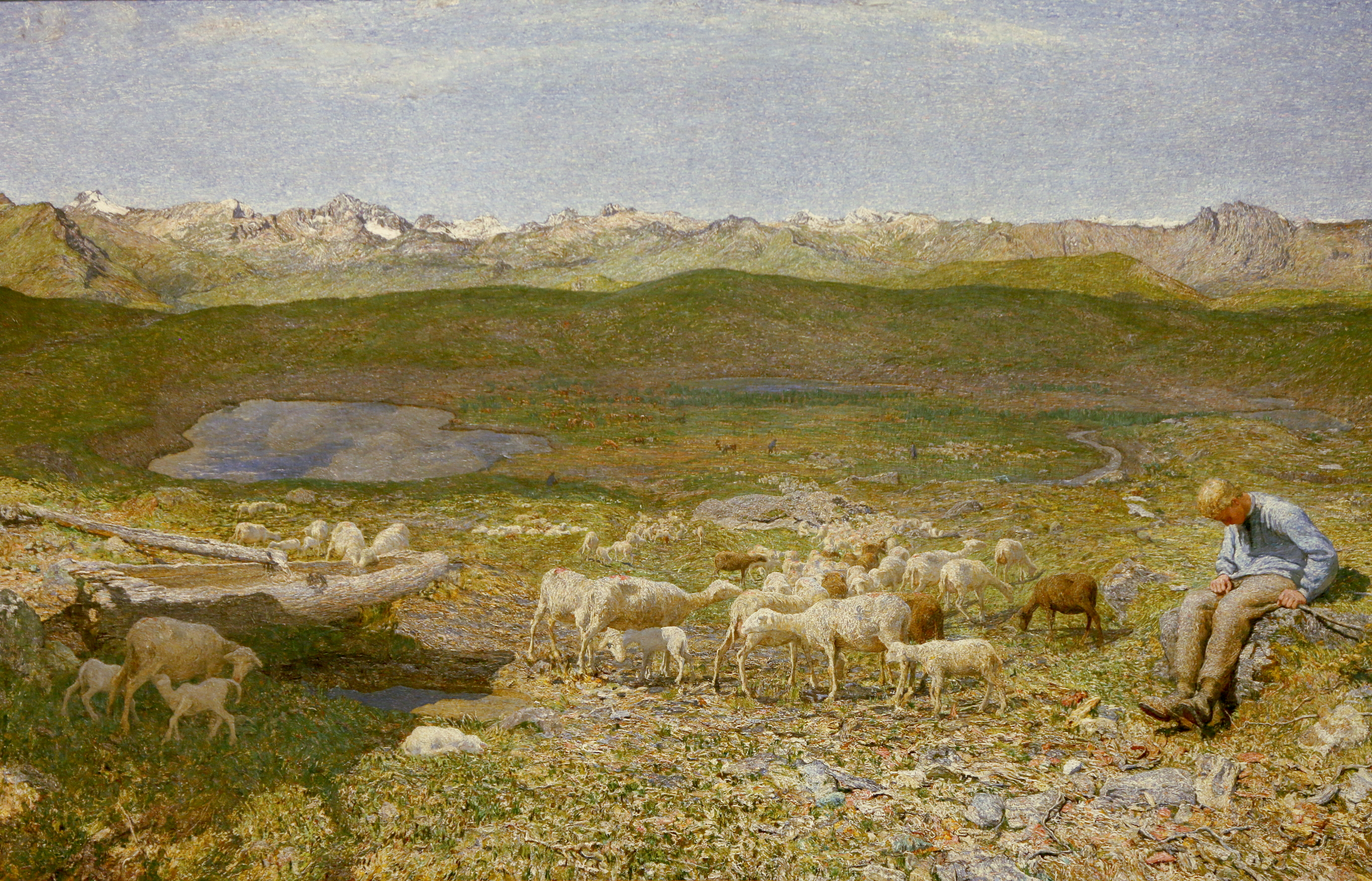
Alpweiden de Giovanni Segantini.

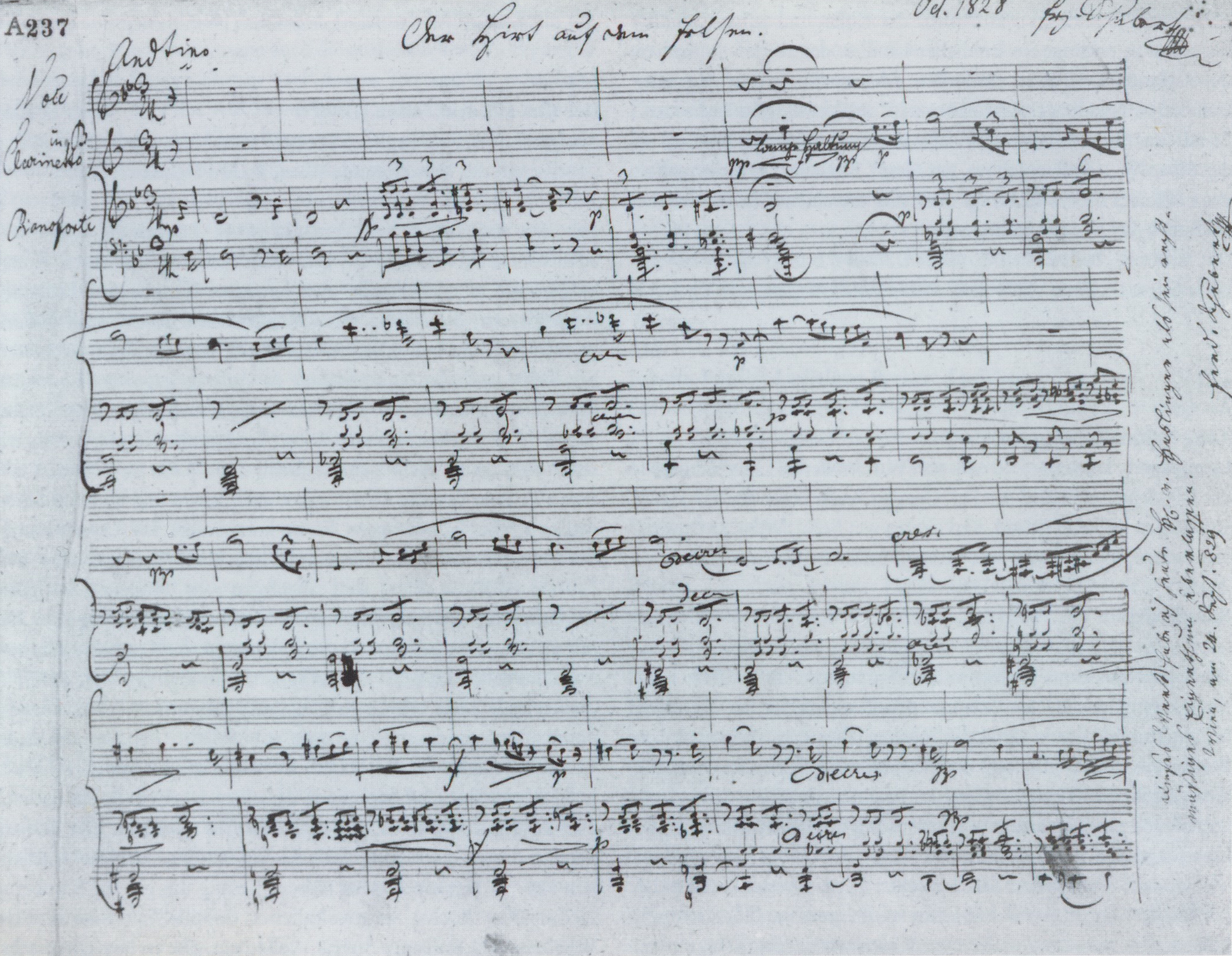
El pastor en la roca (Schubert) Facsimile

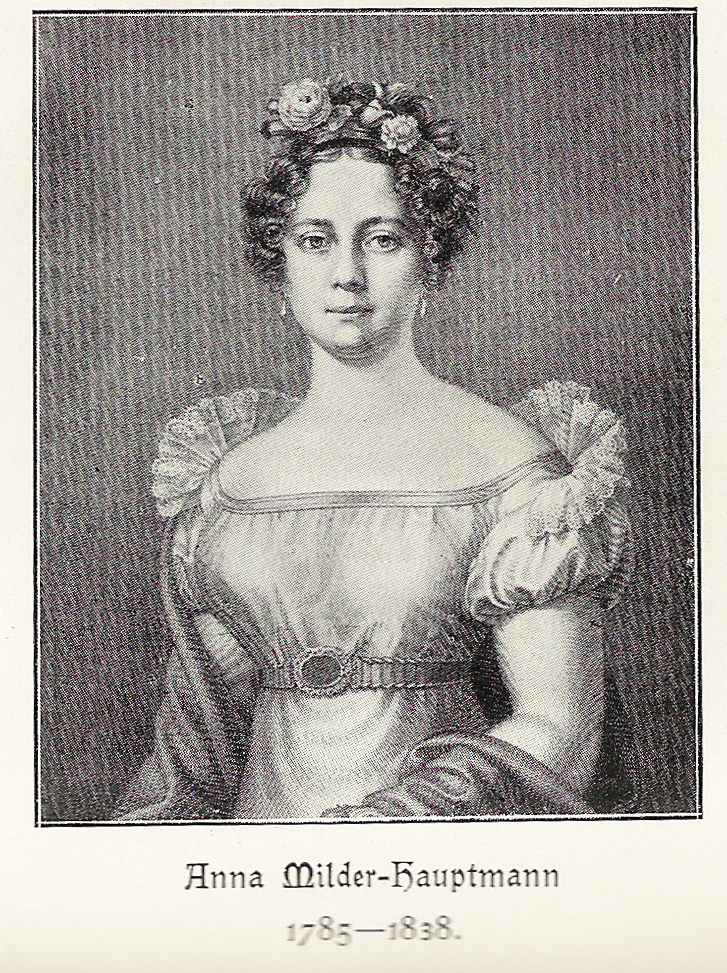
Anna Milder-Hauptmann, que encargó y estrenó la obra.

«Der Hirt auf dem Felsen» («El pastor en la roca»), D. 965, es un célebre Lied (canción) para soprano, clarinete y piano de Franz Schubert. 

## Origen e interpretaciones
Fue compuesta por el compositor vienés en 1828, durante los últimos meses de su vida. Los primeros cuatro versos y el último pertenecen al poeta Johann Ludwig Wilhelm Müller, y el quinto y sexto a Karl August Varnhagen von Ense.
Compuesta a pedido de la soprano austríaca Anna Milder-Hauptmann (la primera Leonora de Fidelio, única ópera de Beethoven) bajo expreso pedido de reflejar una amplia gama emocional y consumado virtuosismo vocal, es una larga canción cercana al aria de concierto. Se publicó un año después de la muerte del compositor y fue estrenada por la soprano en Riga el 10 de febrero de 1830.
En varias secciones, el pastorcito solo en lo alto de la montaña reflexiona sobre su aislamiento y soledad al escuchar los ecos mundanos del valle a sus pies. En la última sección la inminente llegada de la primavera le proporciona un hálito de esperanza y confianza en el porvenir.
Entre los destacados intérpretes de la obra se contaron Arleen Augér, Elly Ameling, Helen Donath, Kathleen Battle, Erna Berger, Barbara Bonney, Edita Gruberova, Barbara Hendricks, Beverly Sills, Gundula Janowitz, Dame Felicity Lott, Christa Ludwig, Edith Mathis, el contratenor Bejun Mehta, Dame Margaret Price, Lotte Schöne, Elisabeth Schumann, Rita Streich y Benita Valente.

## Texto en alemán y castellano

### Wilhelm Müller –Der Berghirt()
Wenn auf dem höchsten Fels ich steh', 
In's tiefe Tal hernieder seh', 
Und singe. 
Fern aus dem tiefen dunkeln Tal 
Schwingt sich empor der Widerhall 
Der Klüfte. 
Je weiter meine Stimme dringt, 
Je heller sie mir wieder klingt 
Von unten. 
Mein Liebchen wohnt so weit von mir, 
Drum sehn' ich mich so heiß nach ihr 
Hinüber. 

### Varnhagen –Nächtlicher Schall()
In tiefem Gram verzehr ich mich, 
Mir ist die Freude hin, 
Auf Erden mir die Hoffnung wich, 
Ich hier so einsam bin. 
So sehnend klang im Wald das Lied, 
So sehnend klang es durch die Nacht, 
Die Herzen es zum Himmel zieht 
Mit wunderbarer Macht. 

### Wilhelm Müller –Liebesgedanken()
Der Frühling will kommen, 
Der Frühling, meine Freud', 
Nun mach' ich mich fertig 
Zum Wandern bereit. 
______
Cuando estoy sobre la roca más elevada,
miro desde allí el profundo valle
y canto.
Lejano, desde el profundo y oscuro valle,
se eleva el eco
del abismo rocoso.
Cuanto más lejana llegue mi voz
tanto más límpida regresa 
de las profundidades.
Mi bien amada habita, tan alejada de mí,
que yo suspiro apasionadamente
por ella.
Me consume un profundo tormento.
Para mí no hay más alegría, 
sobre la tierra ha desaparecido la esperanza,
estoy tan solo aquí.
El canto resonó con nostalgia en el bosque,
así, nostálgico, resonó en la noche 
atrayendo los corazones hacia el cielo
con maravillosa fuerza.
La primavera se acerca,
la primavera, mi gozo,
yo me preparo, por tanto
a iniciar mi camino.